# Скири
Скири или Скиријци (лат. Scirii) је назив за древни народ који је живео на подручју источне Европе између 2. века п. н. е. и 5. века н.е.
Подаци о Скирима су прилично оскудни. Први пут се спомињу у 3. веку п. н. е. када су заједно с Галаћанима и (вероватно) индоиранским народом Саијима покушали заузети град Олбија на црноморској обали. Верује се да им је прадомовина била данашња Пољска. Око 200. п. н. е. су почели мигрирати на југ заједно с Бастарнима. Временом су дошли у додир с Римљанима, чији аутори их описују као народ настањен источно од Бастарна, на обали Црног мора.
Већина историчара сматра да су припадали германским народима.
Отада се релативно ретко спомињу, све до 4. века када их римски аутори наводе као становнике Карпата. Тамо их је напао Атила и присилио да постану његови савезници. Након Атилине смрти Скири су се придружили Готима, а део римској војсци. Могуће је да је Одоакар, германски вођа који је срушио Западно римско царство 476. године, био полу-Скир, син поглавице Едекона.